# ジョン・パーマー・アッシャー

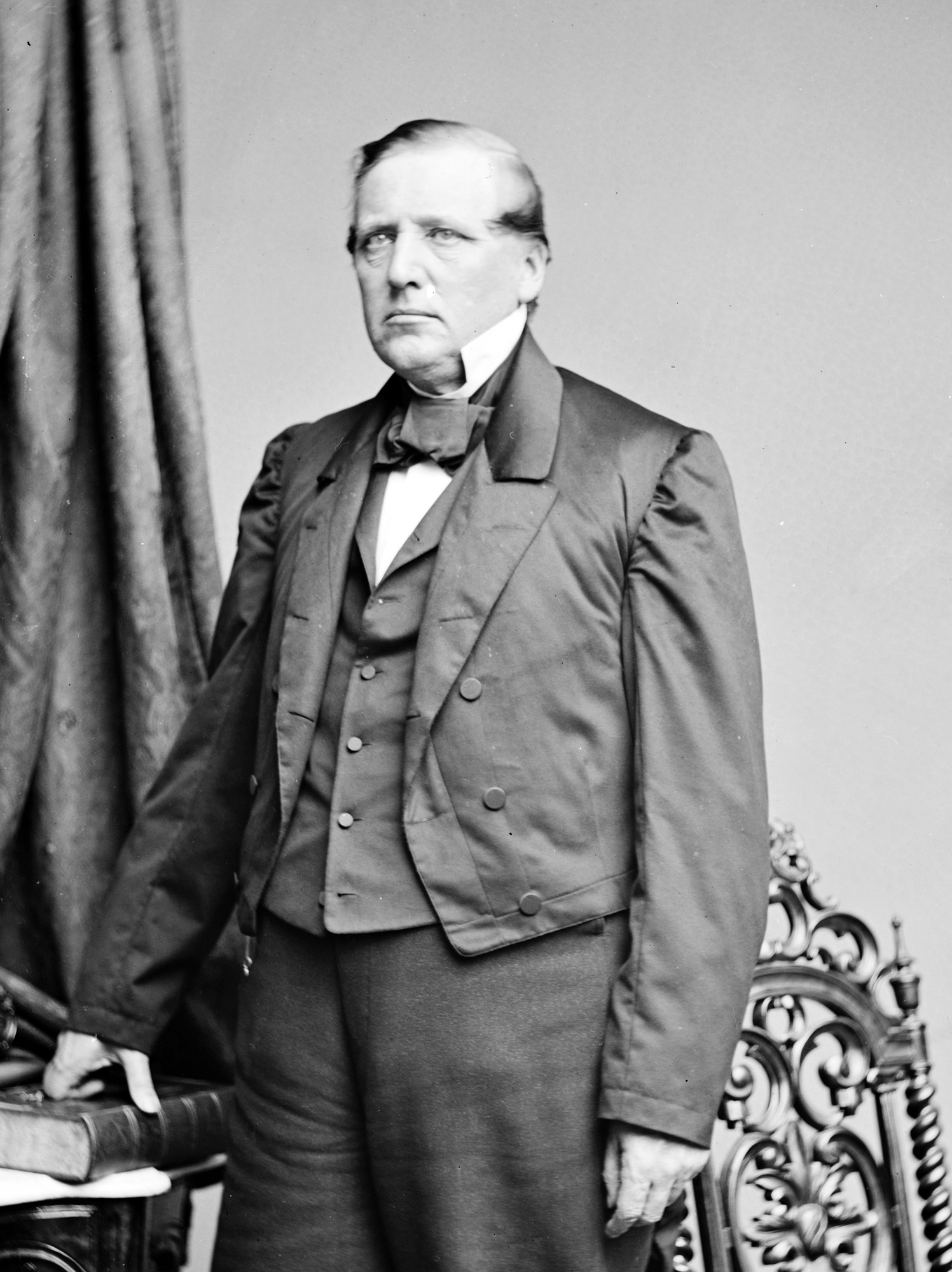
ジョン・パーマー・アッシャー

ジョン・パーマー・アッシャー（John Palmer Usher, 1816年1月16日 - 1889年4月13日）は、アメリカ合衆国の政治家。南北戦争期のエイブラハム・リンカーン政権で第7代アメリカ合衆国内務長官を務めた。

## 生涯
1816年1月16日、アッシャーはニューヨーク州ブルックフィールドにおいて誕生した。アッシャーは法律を学び、1839年にニューヨーク州で弁護士として認可を受けた。1840年、アッシャーはインディアナ州西部のテレホートに移住し、知人のウィリアム・グリズウォルドと共同で法律事務所を設立した。アッシャーは法廷弁護士として成功を収めた。アッシャーは1840年代から1850年代にかけてインディアナ州とイリノイ州を周遊し、イリノイ州スプリングフィールドでエイブラハム・リンカーンと知り合いになった。
アッシャーはホイッグ党に参加し、1850年から1851年にかけてインディアナ州下院議員を務めた。1856年、アッシャーは共和党から連邦下院議員に立候補したが、敗北した。1860年、アッシャーは大統領選挙の共和党候補としてエドワード・ベイツを支持した。だがアッシャーはその後、リンカーンに支持を移した。
アッシャーは1861年にインディアナ州検事総長に選出された。1862年3月、アッシャーはリンカーン大統領から内務次官補への就任を要請され、それを受諾した。当時の内務長官ケイレブ・ブラッド・スミスは職務にほとんど関心を示さず、アッシャーは大部分の権限を委任されていた。そして1862年12月にスミスが内務長官を辞任すると、アッシャーは1863年1月に後任の内務長官に昇任した。
アッシャーは内務長官を1863年から1865年まで務めた。アッシャーは温厚で温和で礼儀正しく、控えめな長官として知られた。1865年4月にリンカーン大統領が暗殺され、後任の大統領にアンドリュー・ジョンソンが着任すると、アッシャーは間もなく内務長官を辞任した。
内務長官退任後、アッシャーはカンザス・パシフィック鉄道の首席顧問に就任し、1880年まで務めた。また1879年から1881年までカンザス州ローレンスの市長を務めた。
1889年4月13日、アッシャーはペンシルベニア州フィラデルフィアの大学病院において、癌で死去した。アッシャーの遺体はカンザス州ローレンスのオークヒル墓地に埋葬された。

## 家族
ジョン・パーマー・アッシャーの父親はイングランドからの移民の子孫ナサニエル・アッシャー（Nathaniel Usher、1786-1865）、母親は同じくイングランドからの移民の子孫リディア・ベイカー（Lydia Baker、1791-1870）であった。
1844年1月26日、アッシャーはアイルランドからの移民の娘マーガレット・パターソン（Margaret Patterson、1818 - ????）と結婚した。2人の間には以下の子供が生まれた。
1. アーサー・パターソン・アッシャー（Arthur Patterson Usher、1846 - ????）
2. ジョン・パーマー・アッシャー（John Palmer Usher、1849 - ????）
3. リントン・J・アッシャー（Linton J. Usher、1852 - ????）
4. サミュエル・チェンバーズ・アッシャー （Samuel Chambers Usher、1855 - ????）